# ヤスジのポルノラマ やっちまえ!!
『ヤスジのポルノラマ やっちまえ!!』（英題：DO・IT!）は、東京テレビ動画（のちの日本テレビ動画）が制作した谷岡ヤスジ原作の劇場用アダルトアニメ。1971年9月24日に東映・東急系で公開された。配給は日本初の大人のためのアニメーション映画『千夜一夜物語』を成功させた日本ヘラルド映画（現・KADOKAWA〈二代目法人〉）。2005年ゆうばり国際ファンタスティック映画祭フォーラムシアター部門正式出品作品。2005年ファンタジア国際映画祭正式出品作品。東京国立近代美術館フィルムセンター「発掘された映画たち2018」上映作品。
劇場公開時のキャッチコピーは「サーモンピンクのふくらみにドバーッと鼻血をぶっかけてどぎつく割り込め! やっちまえ!」「『千夜一夜物語』で女護ヶ島にもぐり込み『クレオパトラ』では世紀の美女をも脱がせた日本ヘラルド映画が“やっちまえ!”精神凄まじくヤスジのポルノ・アニメに強烈アタック!」「アニメとはいえさすがに女性自身だけはデフォルメされていた! ガバッと見せた! 開いた! あまりのドギツさに鼻血も噴きでる話題の強烈興奮!」「オラ!オラ!オラ! よ～く見いさらせ! 本当のポルノはこうヤルんじゃ! と異端児ヤスジがアニメ界に乗りだした──メッタメタのやっちまえ精神が今! ポルノラマに爆発する!」。

## あらすじ
女にモテない、ついでに金ないチョンガー・プス夫は、赤線も消えた日本でセックスに飢え悶々とした生活を送っていた。そんな彼は、就職先の自動車メーカーの同僚であるユキ子に懸想。彼女に自分を認めさせようとセールスマン稼業に精を出し、下半身も使って女性の顧客を獲得。社内成績をあげたプス夫は紆余曲折を経て（最終的には刺身包丁で脅して）新妻となったユキ子とホテルで結婚初夜にまで漕ぎ着けたが、ついプス夫が旧友に麻雀に誘われている間、ユキ子は窓から飛び込んできたムジ鳥に犯され、恐るべき奇形児ムジ夫を産んでしまう。
このムジ夫、生まれたその日に女を犯してしまう凄まじさで、それからプス夫にとって混迷と倦怠の日々が続いた。さらに一家は田舎から引き取ったプス夫の親父の介護に追われ、女房のユキ子は夫の安月給に不満を爆発させる。そんな意気地のない父親を見かねたムジ夫は、隣家の少女とのアブノーマルなハードプレイをプス夫に見せつけ、自信をなくしたプス夫は、ついにインポになった。
その後、プス夫が病院でインポの治療を行っている間、ムジ夫にそそのかされた親父はユキ子を寝とってしまう。そうとも知らずインポを治して意気揚々と帰宅したプス夫は、不幸にも二人の姦通現場を目撃し、怒り狂ったプス夫はユキ子を日本刀で斬殺してしまう。その上、親父は腹上死しており、枕許には「奥の手を伝えて我は行くなり」という辞世の句が遺されていた。
すべてを失ったプス夫は完全に発狂し、人間社会から逃げるように動物園へと辿り着いた。そこでプス夫は、メスゴリラに誘われるように檻の中に入っていき、人獣の境界を越えた至福の交合を体験する。そしてプス夫は、日本刀で自らの腹をかっさばいた。薄れ行く意識の中、プス夫の精神は男根型のロケットに乗って、宇宙の彼方に飛んでいく。やはり、結婚は諺通り「人生の墓場」だったのだろう。プス夫にとっては……。

## 作品概要
虫プロダクションの『千夜一夜物語』を成功させた日本ヘラルド映画がアニメラマ第2作『クレオパトラ』の後に企画した谷岡ヤスジ原作の長編アニメーション映画にして大衆娯楽路線の最終作。製作スタッフの総人数は2万人以上にも及んだ大作であるという。
物語は当時の流行歌手・辺見マリの楽曲名にちなんだ「私生活」「経験」「めまい」の全3章で構成される。作品中には下品で過激なエログロ描写や不条理なナンセンスギャグなど当時のアニメ映画としては世界的に類を見ない過激かつ前衛的な表現が多用されており、映倫からのクレームで11カ所がカット、タイトルバックの修正、結婚という人生の墓場で主人公が割腹自殺を遂げるラストシーンは前年の三島事件を連想させるとのことで全面的に撮り直された。
初公開時は佐藤重臣、内田栄一、田山力哉など、ごく一部の映画評論家を除いて黙殺されたが、その先鋭的な内容から後年カルト的人気を集め、安藤健二は「日本のカルトムービーのひとつとして、伝説的な存在となっている」と述べている。
2019年10月2日、作品の版権を事実上取得した幻の映画復刻レーベルDIGから初ソフト化となるHDニューマスター版DVDが発売決定。また同日からレンタルビデオチェーン大手のTSUTAYAやGEOでもDVDレンタルが開始される。
DVD版のキャッチコピーは「日本カルトムービーのレジェンドオブレジェンドが遂に遂に降臨!!!!!!! オンドリャーしまいにゃ世に出んぞ!! オラオラオラオラ!!!!!!!!!! 後に封印作品史にその名を残す伝説の日本テレビ版『ドラえもん』（1973年）を世に送り出すことになる謎多き人物が、1971年に起死回生、一発大逆転の大バクチとして製作・発表するもわずか一週間で打ち切られて激しく散った伝説中の伝説カルトアニメ映画『ヤスジのポルノラマ やっちまえ!!』が遂に初ソフト化」「カルトムービー史に燦然と輝く伝説中の伝説のアニメ 奇跡&無謀の初ソフト化! 幻の日テレ版『ドラえもん』の仕掛け人が放って散った巨大花火」。

## 内容および製作・公開について

### 企画・経緯

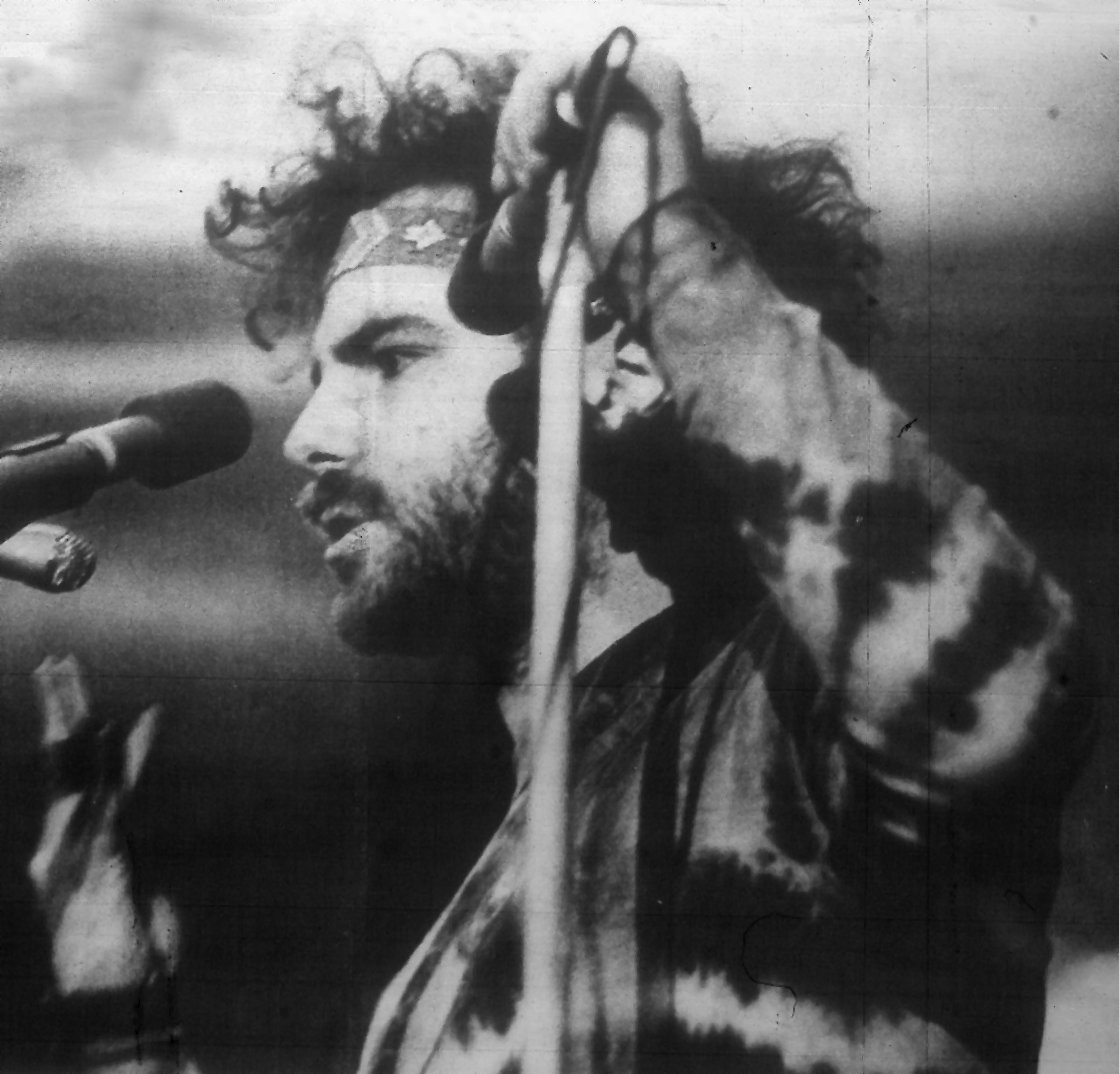
タイトルモチーフになった反体制本『DO IT!』の著者ジェリー・ルービン（各章のアイキャッチにも登場している）。

1970年から1971年にかけて『週刊少年マガジン』で連載されたギャグ漫画『ヤスジのメッタメタガキ道講座』で「鼻血ブー」や「アサー」など数々の流行語を生みだしたナンセンスギャグ漫画の巨匠・谷岡ヤスジの原作をアニメ映画化したもの。東京テレビ動画社長および実質監督かつ製作者である新倉雅美（別名：渡辺清）の最初で最後の劇場製作作品である。ちなみにタイトルはアメリカ合衆国のアナキストであるジェリー・ルービンの著書『DO IT! やっちまえ 革命のシナリオ』（都市出版社／1971年4月）から引用された。
東京テレビ動画が制作していたテレビアニメ『男どアホウ!甲子園』および『赤き血のイレブン』の放映が終了した直後の1971年春、日本テレビの藤井賢祐と東京テレビ動画の新倉雅美との間で起こった金銭的な不祥事が原因でテレビアニメの発注が途絶えた東京テレビ動画が起死回生を図るために、映画配給会社の契約も未定なまま映画製作に着手したとされ、セル画4万枚・製作人数2万人・製作期間7カ月・制作費7000万円と東京テレビ動画が社運を賭け全精力を注いだ作品であった。なお、実質的監督である新倉雅美がパンフレットに寄稿した「声明文」について、安藤健二は「左翼の活動家のような文体で、とてもアニメ会社の社長のものとは思えない」と評している。

### 構成
- 本作品は特定の谷岡ヤスジ作品をアニメ化したものではなく、スタッフが原作の中から映画的イメージを触発させるカットをばらばらに切り抜き、そこから自由にストーリーを翻案・分解・再構築して全体の構想を行き当たりばったりに膨らませていったという。そのためスタッフの一人は「この映画は一種のハプニング的ポルノ・アニメ」とも語っている[15][16]。

- また本作では原作に沿ったアナーキーな演出が徹底され、純粋にナンセンスギャグとエログロバイオレンスのみを追求した娯楽作品に仕上がっており、当時は子供向けやファミリー向けとして軽視されていた劇場アニメの枠の中で原作の不条理な世界観やコミカルな動きを忠実に再現したことから原作者の評価も高かった[14][17]。

- 映画は3部構成で、第1章「私生活」、第2章「経験」、第3章「めまい」という題が付けられている。第1章「私生活」では主人公プス夫の独身時代のセックスを描き、第2章「経験」では猛烈セールスマンとなってセックスを武器に車を売る。第3章「めまい」は結婚したものの破局を迎え自殺する[18]。「私生活」「経験」「めまい」というタイトルはいずれも当時の流行歌手である辺見マリの曲名から引用したものである[5]。

### 製作

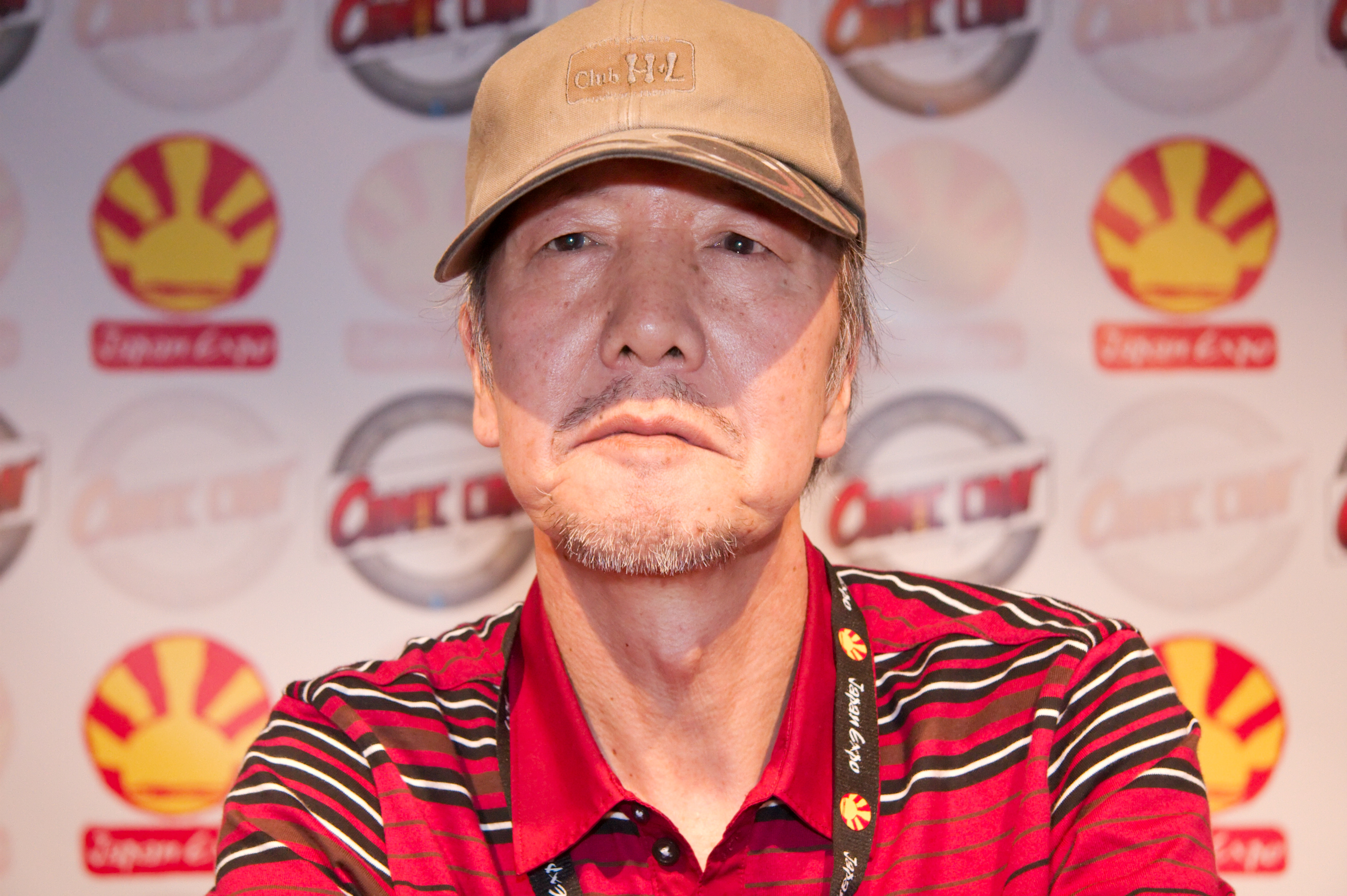
谷口守泰

- 製作総指揮は日本テレビ版『ドラえもん』の企画者で知られ[19]、テレビアニメ『戦え!オスパー』『とびだせ!バッチリ』『冒険少年シャダー』『モンシェリCoCo』のプロデューサーなどで実績のある東京テレビ動画社長の新倉雅美（本作では本名の「渡辺清」名義で参加）が取り仕切った。

- 脚色は東京テレビ動画作品の『夕やけ番長』『男どアホウ!甲子園』や東京ムービー作品の『六法やぶれクン』『ムーミン』『天才バカボン』『ど根性ガエル』『ジャングル黒べえ』などでメインライターを務めた吉田喜昭が手がけている。

- 原画には谷口守泰（のちに『装甲騎兵ボトムズ』作画監督）と村中博美（のちに『名探偵コナン』作画監督）を招き、作画監督は日本テレビ版『ドラえもん』作画監督の鈴木満が担当した。なお色彩は基本的に原色を多用しているので全体的にサイケデリックな印象が見受けられる[14]。

- 東京テレビ動画の製作スタッフには20歳前後の女性も多く[15]、作中には女性器が頻繁に出て来るので「恥ずかしかった」という[18]。

### 演出
- 演出担当の三輪孝輝は『まんが日本昔ばなし』の演出などで知られる旧虫プロダクション出身の演出家・アニメーション作家で、過去に手塚治虫の実験アニメーション作品『展覧会の絵』で演出と原画を担当した実績がある[20]。一方でアフレコ演出の高桑慎一郎は日本語版ハンナ・バーベラ作品の多くで軽演劇系の役者を声優に起用して日本風にローカライズした異色の音響監督として知られた人物であった[21]。

- メインキャストの鈴木やすし、雨森雅司、南利明、関敬六、コロムビア・トップ、大塚周夫等はいずれも高桑演出作品の常連声優であり[21]、モブキャラクターには田中亮一、立壁和也、肝付兼太、納谷六朗、小原乃梨子、増山江威子といった豪華声優陣も多数起用されている[11]。

- 演出助手の腰繁男と岡迫和之は、後に日テレ版『ドラえもん』の演出担当を務めた。また腰はテレ朝版『ドラえもん』第2期でも演出を務めている。

### アフレコ
- キャストのアフレコはわずか1日で行われた[16]。

- 主人公のプス夫役を演じた鈴木やすしによれば高桑慎一郎からの演出指導は特になく、自由に演技を任せてくれたそうである[16]。また選ばれた演者についても「アドリブに対応できる人たちだけで固めていた印象があるね。この作品も高桑組のメンバーばかりでしょう。勝手知ったる仲間達ばかりだから、アットホームな感じでやれているんですよ」とインタビューで語っている[16]。

- ただし、出演者の過激なアドリブでワンシーンが全カットとなった場合を考慮し、場面によって「過激なアドリブを抑えた大人しいもの」と「言いたい放題やったハイテンションなもの」の2パターンを事前に録音しておいたという[16]。また台本自体に卑猥な言葉は載っておらず、鈴木は「こちらの方で載せるだけ載せておいた」と述懐している[16]。

- 音楽面では高桑の人選で日本語版ハンナ・バーベラ作品の主題歌を担当した橋場清と島村葉二が両者揃って登板している。

### 封切り

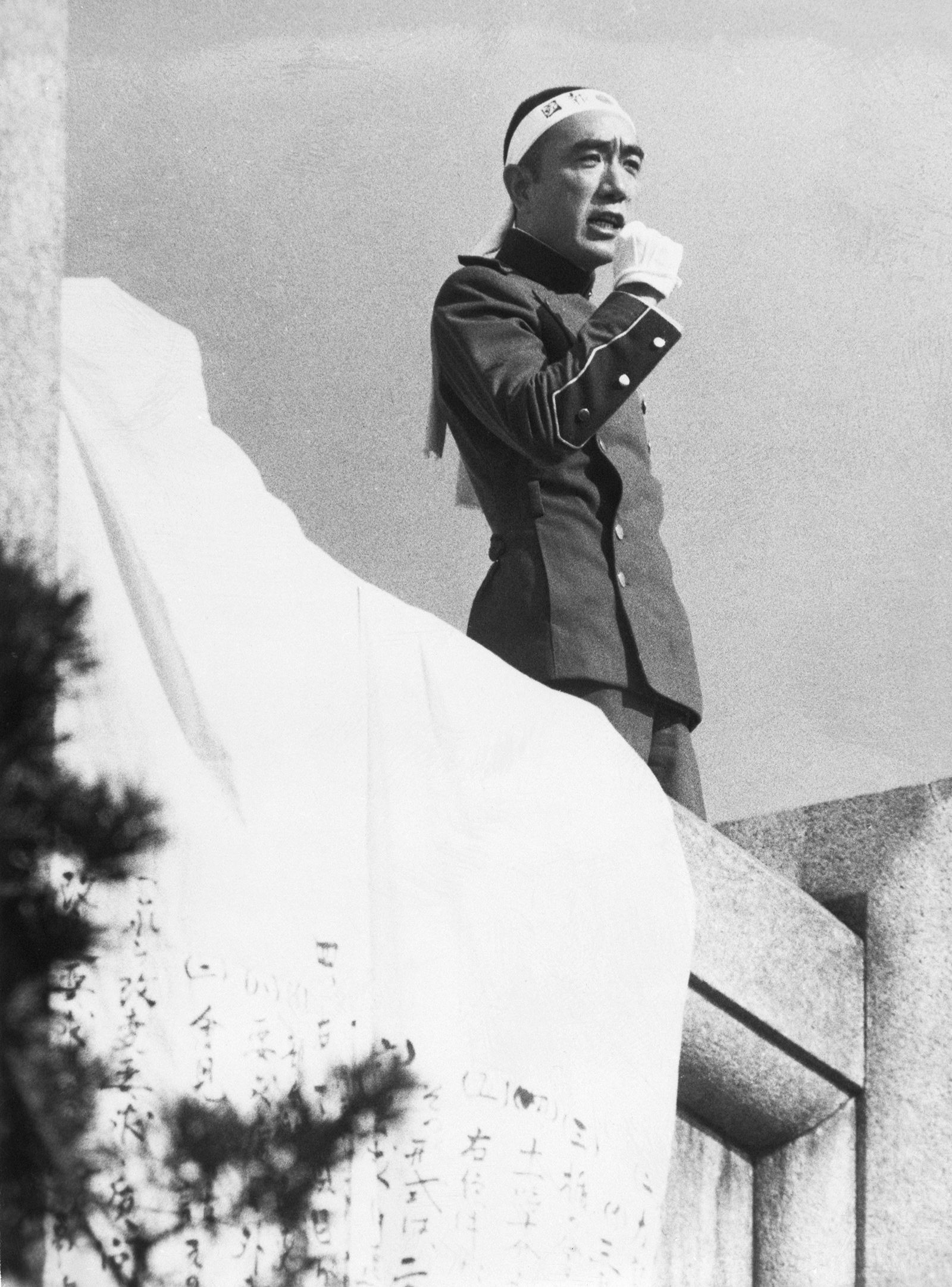
主人公のプス夫が割腹自殺を遂げる衝撃的なラストシーンは前年に市ヶ谷駐屯地で割腹自決した三島由紀夫をイメージしている。

「セックス」「レイプ」「インポ」「奇形児」「乱交」「獣姦」「幼児姦」「近親相姦」「SMプレイ」「寝取られ」「孕ませ」「胎内回帰」「スカルファック」「日本刀で斬殺」「割腹自殺」「映倫いじり」「オ○ンコマーク」など映画という条件の枠にも度を越す過激な内容で、原作者が危惧した通り映倫管理委員会からのクレームで11カ所がカット、タイトルバックの修正、主人公がメスゴリラと姦通した後、檻の中で割腹自殺を遂げるラストシーンは前年の三島由紀夫事件を連想させるとのことで全面的に撮り直された。なお作品のラストは「結婚は人生の墓場」という教訓を比喩するシーンとなっており、事実、結末は救いようのない悲劇的なものとなっている。
作品内容は谷岡ヤスジの支離滅裂でメチャクチャな世界観を彷彿させ、原作者の谷岡からは好評を得たが、いざ蓋を開けると内容が内容だけに全然客が入らず、2週続映が1週で打ち切られたとされる。性と暴力を前面に打ち出した描写かつ無軌道な内容のため、日本アニメーション史研究の第一人者である渡辺泰からは「結局、時流に乗っただけの作品で、内容も何もない愚作に終わった」と酷評され、 映画史家の田中純一郎からは「ふざけた凡作」と一蹴された。結局、本作は興行的にも作品的にも全く評価されず、制作会社の東京テレビ動画も本作の公開直後に活動を停止してしまい、作品は約半世紀もの長きにわたり封印されることになった。

### 劇場用ポルノアニメの終焉
本作は手塚治虫の虫プロダクションが製作し、日本ヘラルド映画が配給したアニメラマ『千夜一夜物語』のヒットに便乗したとも言われ、1969年には実写映画『江戸川乱歩全集 恐怖奇形人間』の併映でレオ・プロダクション（現・スタジオエル）の『㊙劇画 浮世絵千一夜』が、1971年には日本ヘラルド映画の企画・配給で同作が公開された。前者は東映系の全国53館の劇場で上映されたが、映倫の審査を通過していたにもかかわらず、警視庁からは猥褻な場面を削除するようにとの警告を受け、後者の本作は1週間で上映が打ち切られるという始末であった。このように2本の便乗作の内容に対する世間の評価は決して芳しいものではなかった。
1973年には過激な性的・暴力描写からアメリカ合衆国で初めてX指定を受けた劇場用アダルトアニメ『フリッツ・ザ・キャット』（1972年作品）が日本でも公開されるが、海外では興業1億ドルを超える大ヒットを記録した一方で国内興行成績は全く振るわず、わずか封切1週間で上映が打ち切られた。また同じ1973年に虫プロダクションが公開したアニメロマネスク『哀しみのベラドンナ』も興行的には4000万円もの赤字を出して終わっており、これが結果的に旧虫プロの倒産を招いた。
これら一連のポルノアニメ映画の失敗はアニメ業界や映画業界に大きな禍根を残すことになり、オリジナルビデオアニメ（OVA）が盛んに作られるようになる1980年代半ばまで日本製のアダルトアニメは約11年もの長きにわたり市場から姿を消すことになった。

## リバイバル

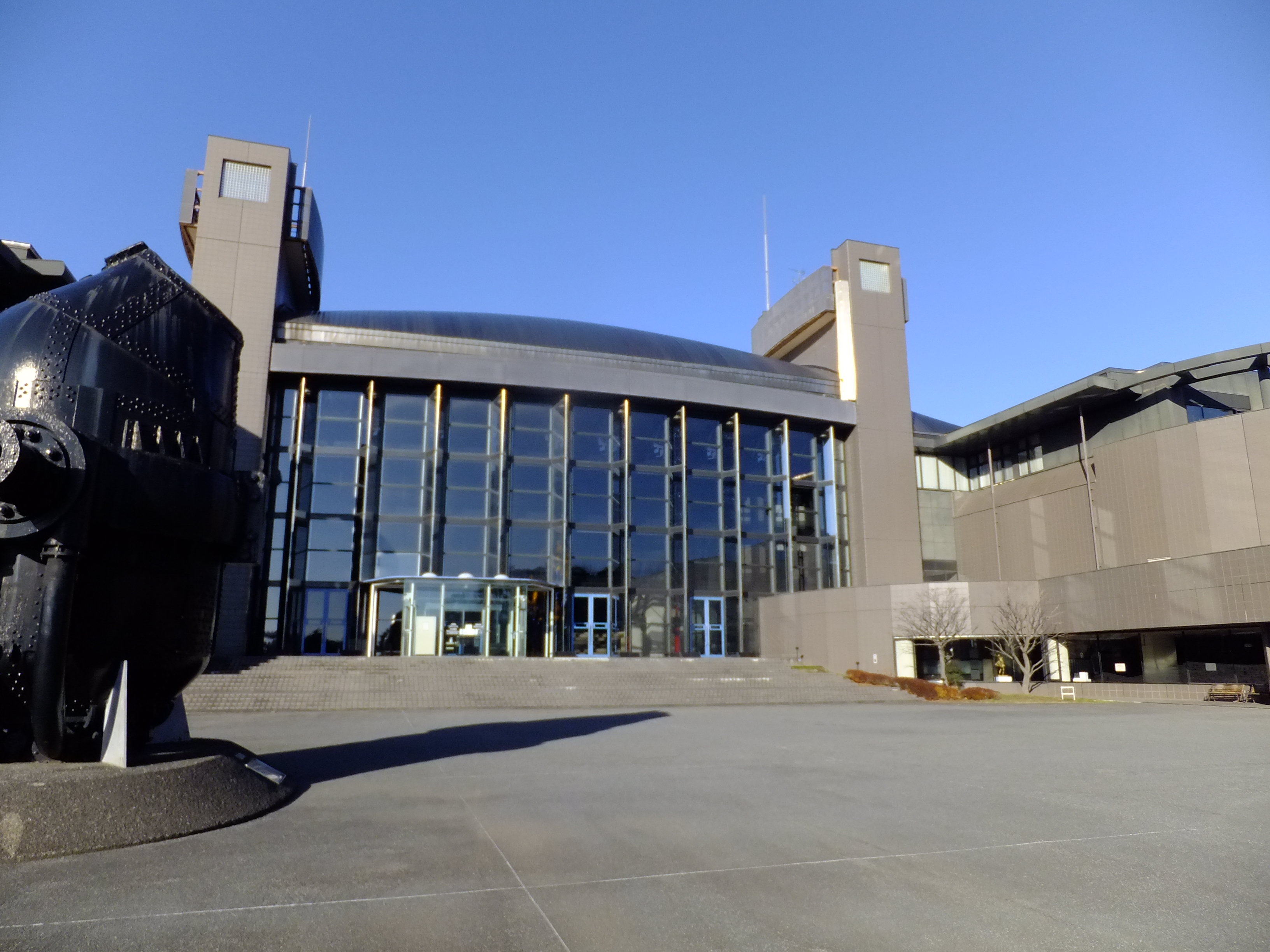
川崎市市民ミュージアム

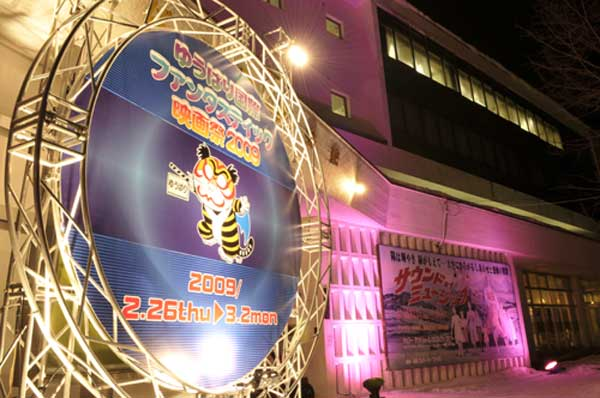
ゆうばり国際ファンタスティック映画祭

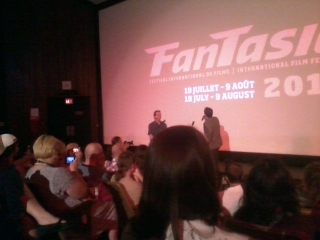
ファンタジア国際映画祭

本作は後にプリントがアメリカ合衆国にわたり、「DO・IT!」の題で興行収入15億のヒットを飛ばしたといわれる（真偽不明）。
一方の日本では制作会社の東京テレビ動画（後の日本テレビ動画）解散後、原版フィルムを始め資料が散逸し、同時に著作権の帰属先も宙に浮いた状態となってしまったため、長らく失われていた幻のアニメ作品となっていた。
その後、当時現像を行った東洋現像所（現・IMAGICA）から日本テレビ動画版の『ドラえもん』後半16話分のネガフィルムと共にネガの原版が再発見され、谷岡作品の版権を管理している有限会社谷岡プロに寄贈された。このネガは同社代表取締役の谷岡まち子（谷岡ヤスジの未亡人）の意向でニュープリントに焼かれ、2004年に川崎市市民ミュージアムで行われた「谷岡ヤスジの世界展」で一度だけ再上映された。試写会に招待された宇川直宏は「上映中、笑いが一度も起きなかった。はっきり言って気まずかったのを覚えています。もし当時笑えていたらこの作品、僕が2004年にDVD化していた筈です（笑）」と後に語っている。なお、宇川のプロデュースで実際に再発されたのは実写映画『谷岡ヤスジのメッタメタガキ道講座』（1971年・日活）の方であった。
2005年2月には、ゆうばり国際ファンタスティック映画祭2005のフォーラムシアター部門において再上映され、好評を得た。その後、北米最大のジャンル映画祭を謳うカナダ・モントリオールのファンタジア国際映画祭に正式出品される運びとなり、同年7月17日にコンコルディア大学のウェブスター図書館で上映された。なお海外で本作が正式に上映されたのはこれが初めてとなる。
2014年には、谷岡まち子から委託を受け、谷岡作品の著作権エージェントを担当している株式会社ソニー・デジタルエンタテインメント・サービスが本作の原版フィルムを入手し、2016年1月に同社の福田淳社長（当時）によって東京国立近代美術館フィルムセンター（現・国立映画アーカイブ）に寄贈された。
この原版フィルムから改めて作成されたニュープリント版は、2018年1月30日から同年3月4日にかけてフィルムセンターで開催された「発掘された映画たち2018」で2月6日と3月3日の2度にわたりリバイバル上映され、東京都内では1971年の初公開以来、実に47年ぶりの再上映となった。

## 映像ソフト化

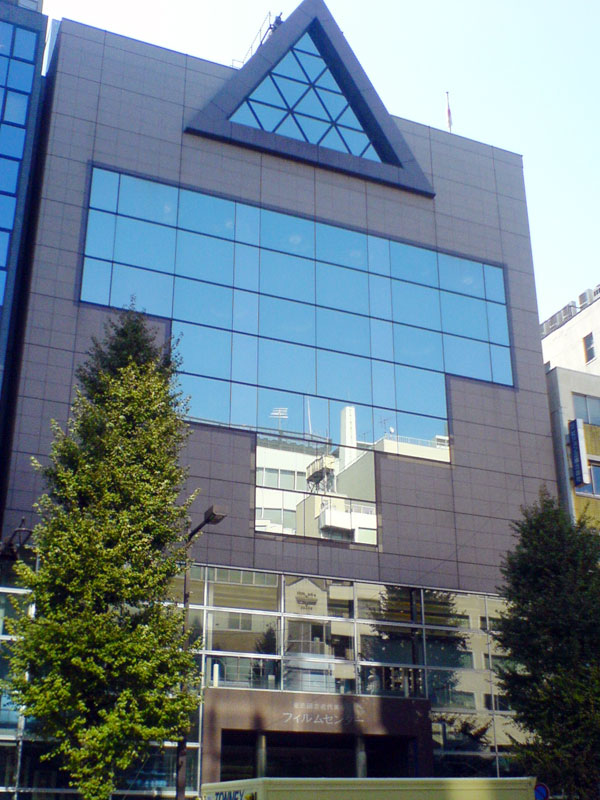
本作の映像ソフトは国立映画アーカイブ所蔵の35mmネガフィルムをもとに作成された。

本作品は劇場公開後48年間にわたり一度も映像ソフト化されてこなかったが、日本アニメーション史の基本文献『日本アニメーション映画史』（山口且訓・渡辺泰、1977年）や『劇場アニメ70年史』（アニメージュ編集部、1989年）などには僅かながら本作にまつわる記述があり、作品の存在自体は一部の間で昔から知られていた。
しかし、作品内容の過激さに加えて「興行的失敗」「製作会社解散」「社長兼プロデューサーの失踪」「ネガフィルムの散逸」「権利者不明」といったネガティブで致命的なトラブルに多々見舞われたことから非常に露出の乏しい幻の作品となってしまい、少なくとも公開後30年間はアニメ史・映画史ともに完全に黙殺され、いわゆる封印作品としてVHS・DVDなどの映像ソフト化はおろか、過去に地上波・BS放送・CS放送・ネット配信を含むメディアで放映・紹介されたことも全くなく、完全に忘れ去られた存在となっていた。
そうした状況の中、視聴困難な映画作品を精力的に発掘している幻の映画復刻レーベルDIGが2017年から本作の初ソフト化企画を始動する。しかし、原作者周辺や上映原盤管理者周辺、映画製作や配給に関わった当時のスタッフ、その他の関係者などに連絡を取るも、すでに東京テレビ動画が解散していることもあり、ついに著作権者（製作会社およびその代表）の行方は判明せず、本作がいわゆる許諾に係る協議が整わない孤児著作物であることが明確になった。なお、本作の著作権者とみられる東京テレビ動画社長兼プロデューサーの新倉雅美は1986年5月に拳銃密輸で逮捕されたのを最後に消息不明となっており、存否も含めて現在の動向は不明のままとなっている。
その後、DIGレーベルは著作権情報センター（CRIC）のウェブサイトに権利者の情報提供を求める広告を出稿するなど、DVD化にあたって著作権法第67条1項「著作権者不明等の場合における著作物の利用」に係る裁定制度の必須要件である「相当な努力」を行った。2017年12月7日には文化庁長官の裁定を受け、当初は2018年後半にDVDをリリース予定であったが音沙汰なく、その後しばらく経った2019年6月21日に発売予告が解禁、同年10月2日にDVDが発売された。また発売に先立って石野卓球、宇川直宏、大槻ケンヂ、掟ポルシェ、町山智浩、玉袋筋太郎などサブカル界の著名人らが好意的なコメントを寄せている。

こうして本作は初公開から約48年の歳月を隔て完全にその封印が解かれる形となった。また東京テレビ動画作品のソフト化としては『男どアホウ!甲子園』『赤き血のイレブン』『男一匹ガキ大将』に続いてこれが4作目にあたる。
映像ソフト
- DVD『ヤスジのポルノラマ やっちまえ!!』 - 発売元：DIGレーベル（株式会社ディメンション）／発売協力：ピカンテサーカス／販売元：ハピネット・メディアマーケティング／DIGS-1068／1971年日本／映像：16:9LBビスタサイズ／カラー／約96分／片面1層／1枚組／画質：480p（標準画質映像）／音声：日本語 ドルビーデジタル2.0ch モノラル／特典：プレスシート縮尺再編集版封入／2019年10月2日発売

## キャスト
- プス夫[注 7] - 鈴木やすし
- ムジ鳥／ムジ夫 - 南利明（特別出演）
- プス夫のオヤジ - 雨森雅司
- ユキ子 - 鈴木弘子
- 公園のナンパ男／チリ紙のない隣人男 - 納谷六朗
- 公園の痴女／自動車の顧客／空港の金髪女性 - 増山江威子
- 隣人の痴女／浅丘ルリ子 - 小原乃梨子
- 七味借り先の女の夫 - 相模武
- 社長 - コロムビア・トップ（特別出演）
- エリート部長 - 大塚周夫
- 社員部隊 - 肝付兼太・里見たかし
- 社員部隊／「しっかりやれよ」と激励する新婚旅行の見送り人／産まれたばかりのムジ夫に惨殺されるカップルの男 - 立壁和也
- 新婚旅行の見送り人 - 加藤修
- 髭山 - 関敬六（友情出演）

配役不明（順不同）
- 田中亮一
- 芝田清子
- 此島愛子
- 井上弦太郎
- 浅井淑子
- 島木綿子
- 沢田敏子
- 中島喜美栄
- 渡辺知子
- 森ひろ子
- 岡部政明
- 高田竜二
- 国坂伸
- 桜京美（友情出演）
- 細井重之
- 渡辺典子
- 武川信
- 松崎静子
- 川口由美子

## スタッフ
- 製作：渡辺清
- 原作：谷岡ヤスジ
- 企画：吉沢京夫・土橋寿男
- 脚色：吉田喜昭
- 演出：三輪孝輝・高桑慎一郎
- 演出助手：腰繁男・岡迫和之・伊藤敏弘・山田正人・西村宏
- 制作：植村恒有・岡部常夫・佐々木一雄
- 進行：吉野悟・高橋勝征・伊部史夫
- 作画監督：鈴木満
- 原画：谷口守泰・村中博美・池田順一・島崎修
- 動画：竹松一生・斉藤起己・吉田利喜・藤巻隆一・坂井秀昭・荒井政良志・清野信夫・鈴木茂男・佐藤徹・伊藤明彦・石川孝雄・佐藤政史・小千田一・江部敏春・塩谷和子・松川路子・岩村久美子・高橋和子・坂牧夏枝・渋谷きよ子・丸山裕子・高橋典子・畑真智子・白井博子・黒田正子・小野美夜子・斉藤恵美子
- 撮影監督：森泉正美（スタジオビック）
- 撮影：守屋徳二・池田建一・伊吾田利男・大石誠・伊藤富佐雄・中村英雄
- 美術監督：半藤克美
- 色彩設定：梅野紀一
- 効果：大野美信
- 音響調節：森武
- 編集：石村武朗
- 音楽：橋場清
- 主題歌：キャニオン・レコード
- 作詞：島村葉二
- 作曲：橋場清
- 唄：ザ・ラニアルズ・杉かおる・沢田敏子
- トレス：山本泰彦・高井和子・早川純子・中谷真里子・大橋敬子・宮川信子
- 彩色：江口マキ子・小出カオル・長井満智子・込山久美子・椛沢真理子・土橋京子・坂井雅子・田辺綾子・田中香・風間栄子・本田道子・小林順子・阿部和子・鈴木礼子・大串文子・井田厚子・石川由美子・渡辺久美子
- 背景：平林茂・小杉光芳・手塚健・高野正道・南部時男・渡辺加代子・小野広子
- 録音：太平スタジオ・TEAスタジオ
- 現像所：東洋現像所
- 制作：東京テレビ動画
- 配給：日本ヘラルド映画

## 主題歌
1971年にキャニオン・レコードから本作の主題歌2曲を収録したオリジナル・サウンド・トラック盤が発売されていた。2020年現在は廃盤となっている。
「ドバ・ドバ・ソング」
キャニオン・レコード
作詞：島村葉二 / 作曲：橋場清 / 浪曲部担当：沢田敏子 / 曲師：吉野静 / 歌：ザ・ラニアルズ
「ロンリーブルース」
キャニオン・レコード
作詞：島村葉二 / 作曲：橋場清 / 歌：杉かおる
挿入歌
「私生活」
作詞：安井かずみ / 作曲：村井邦彦 / 歌：辺見マリ
「経験」
作詞：安井かずみ / 作曲：村井邦彦 / 歌：辺見マリ
「めまい」
作詞：安井かずみ / 作曲：村井邦彦 / 歌：辺見マリ
「海ゆかば」
作詞：大伴家持 / 作曲：信時潔

## 補遺
- 本作の半年前に日活が公開した谷岡ヤスジ原作の実写映画『谷岡ヤスジのメッタメタガキ道講座』も興行的には失敗に終わっている。監督の江崎実生は映画が失敗した理由について「大当たりした映画『ハレンチ学園』も、見直してみると、ブラックユーモア、スラップスティックに徹していないで、原作より『泥臭め』につくってある。当時も、そして今でも、日本人はあくまでも『寅さん』のような湿っぽさを含んだ笑いを好むのであって、まだまだ完全に乾いた笑いを許容する文化は育っていないんですね。その点を見誤ったというか、早合点をしてしまったのが敗因だったと思います。『これを機会に、日本でもブラックユーモア、スラップスティック映画の文化を定着させてやろう』と肩に力が入り過ぎて、逆にお客さんはシラけてしまう…こんな風に熱意が空回りしてしまったんでしょうね。ともかく早すぎる作品を撮ってしまいました。こういうのを、まさに『若気の至り』というんだと思います」と後に語っている[40]。
- 吉川惣司の証言によると1972年1月頃、旅行で立ち寄った青森の映画館で深夜に2本立て（いわゆるグラインドハウス映画）の1本で本作が上映されており、それを偶然見たという[41]。吉川はスタッフロールに旧虫プロ時代の同僚である鈴木満のクレジットを見つけ、鈴木が新潟のアニメスタジオに移ったと聞いていたため、帰路に鈴木のいるスタジオを訪れた[41]。それが、旧東京テレビ動画の新潟スタジオを拠点に新倉が新たに興した日本テレビ動画であったという[42]。吉川は帰京後、TBSプロデューサーの忠隈昌に「男子バレーのアニメを作るのにいい会社はないか?」と聞かれ、日本テレビ動画を紹介した。その結果、大隅正秋（現・おおすみ正秋）監督/吉川惣司演出の『アニメドキュメント ミュンヘンへの道』を日本テレビ動画が制作することになったという[41]。

### 頓挫した幻のポルノアニメ企画

#### 日放映版『新宿千夜一夜』
1967年秋、ピンク映画の老舗プロダクションである国映の矢元照雄社長は、虫プロの新企画『千夜一夜物語』に対抗し、一足先に子会社の日本放送映画に寺山修司原作の劇場版アニメ『新宿千夜一夜』の制作を着手させた。同作は寺山修司作・宇野亜喜良美術の戯曲『千一夜物語 新宿版』ないし小説版『絵本・千一夜物語』を原作としており、脚本と監修に寺山修司を、原画には宇野亜喜良を招き、監督には杉井ギサブローが抜擢されていた。実制作は杉井、出崎統、吉川惣司らが設立したアートフレッシュが担当する予定で、実際に約6000枚の原画と5分程度のパイロットフィルムも完成していたといたというが日の目を見ることなく、1968年に日放映は活動を停止した。
その後、元日放映動画スタジオ代表取締役の新倉雅美は国映の傘下を離れて独立し、当時実現しなかった劇場用ポルノアニメ事業にリベンジするため、約2万人の人員と7000万円の製作費を投じて本作『やっちまえ!!』を作り上げた。またサブタイトルの『ポルノラマ』から虫プロの『アニメラマ』を意識した形がとられ、頓挫した『新宿千夜一夜』との間で受け渡しがあったかのような構図となっている。

#### 東京テレビ動画『性蝕記』
東京テレビ動画はこれまで『やっちまえ!!』を公開した直後に活動を停止したとされてきたが、2019年2月に有志の調査で1971年秋以降に宮谷一彦の劇画『性蝕記』を東京テレビ動画の成人向劇場アニメ第2弾としてアニメ化する企画を立ち上げていたことが判明した。
『性蝕記』は劇画雑誌『ヤングコミック』1970年4月28日号に発表された公害の汚染魚による家族の破滅と兄妹同士の近親相姦を描いたアダルト劇画で、原作者の宮谷は監督・演出・出演・アニメーション作画の一人四役を担当する予定であったという。この情報は虫プロ商事の『COM』1971年12月号「漫画かわら版」に掲載されたもので、詳細は次号に掲載される予定であったが、同誌が今号限りで休刊したため詳細は不明のままである。
なお、宮谷の原作は新東宝興業が1981年に公開したピンク映画『歓びの喘ぎ 処女を襲う』（原題：死に急ぐ海）で実写映画化されている。監督は高橋伴明で助監督は周防正行。また音楽は周防義和が担当し、兄妹役に下元史郎（現・史朗）と山地美貴が出演している。